# El Hadjira
El Hadjira (în arabă الحجيرة) este o comună din provincia Ouargla, Algeria.
Populația comunei este de 14.965 de locuitori (2008).